# Этельвольд Этелинг
Этельвольд (или Этельвальд) был младшим из двух известных сыновей Этельреда I, короля Уэссекса с 865 по 871 год. Этельвольд и его брат Этельхельм были ещё младенцами, когда их отец погиб, сражаясь с нашествием викингов. Трон перешёл к младшему брату, дяде Этельвольда, Альфреду Великому, который вёл войну против викингов и одержал решающую победу в битве при Эдингтоне в 878 году.
После смерти Альфреда в 899 году Этельвольд оспорил трон у сына Альфреда, Эдуарда Старшего. Как старший этелинг (принц королевской династии, имеющий право на престол), Этельвольд имел серьезные притязания на трон. Он попытался собрать армию, чтобы поддержать свои притязания, но не смог заручиться достаточной поддержкой, чтобы встретиться с Эдуардом в битве, и бежал в контролируемую викингами Нортумбрию, где его приняли как короля. В 901 или 902 году он отплыл с флотом в Эссекс, где его также приняли как короля.
В следующем году Этельвольд убедил данов из Восточной Англии напасть на территорию Эдуарда в Уэссексе и Мерсии. Эдуард нанес ответный удар набегом на Восточную Англию, и когда он отступил, люди Кента задержались и встретились с данами Восточной Англии в неизвестном месте в сражении при Холме 13 декабря 902 года. Даны одержали победу, но понесли тяжелые потери, включая смерть Этельвольда, которая положила конец притязаниям на трон Уэссекса.

## Предыстория

Англия в конце IX века

В VIII веке Мерсия была самым могущественным королевством на юге Англии, но в начале IX века доминирующим стал Уэссекс. В 820-х годах король Эгберт из Уэссекса завоевал юго-восточную Англию (Кент, Суррей, Суссекс и Эссекс). Его правление ознаменовалось началом нападений викингов, но Эгберт и его сын Этельвульф, унаследовавший престол в 839 году, смогли противостоять им. Этельвульф умер в 858 году, и за ним последовательно правили его четверо сыновей. Король Этельбальд умер в 860 году, а король Этельберт - в 865 году, затем трон унаследовал отец Этельвольда, Этельред I. В том же году Великая языческая армия вторглась в Англию. В течение пяти лет они завоевали Нортумбрию и Восточную Англию и вынудили Мерсию откупиться от них. В конце 870 года викинги вторглись в Уэссекс, а в начале 871 года они сражались с армиями под командованием Этельреда I и Альфреда в четырех битвах подряд, последние две из которых Уэссекс проиграл. Этельред I умер вскоре после Пасхи в том же году, оставив маленьких сыновей. В этот период не было установлено право примогенитуры, и считалось, что короли должны быть взрослыми, поэтому ему наследовал его младший брат Альфред.
К 878 году викинги захватили восточную Мерсию и почти завоевали Уэссекс, а Альфред превратился в беглеца на болотах Сомерсета, но он дал отпор и выиграл битву при Эдингтоне. За этим последовал период мира, и в конце 880-х годов Альфред заключил договор с Гутрумом, королем викингов Восточной Англии, установив границу между Уэссексом и Мерсией, с одной стороны, и Денло - с другой. Дальнейшие нападения викингов в середине 890-х годов были безуспешными.

## Ранняя жизнь
О ближайших родственниках Этельвольда известно очень мало. Его отец, Этельред I, родился примерно в 848 году и умер в 871 году, так что его сыновья, должно быть, были маленькими детьми, когда он умер. Женой Этельреда, вероятно, была Вульфрида, которая засвидетельствовала хартию в 868 году. Этельвольд и его старший брат Этельхельм впервые упоминаются в завещании короля Альфреда в 880-х годах. Об Этельхельме больше ничего не слышно, и, вероятно, вскоре после этого он умер. Единственная другая запись об Этельвольде до смерти Альфреда - это свидетельство в хартии, которая, вероятно, датируется 890-ми годами.

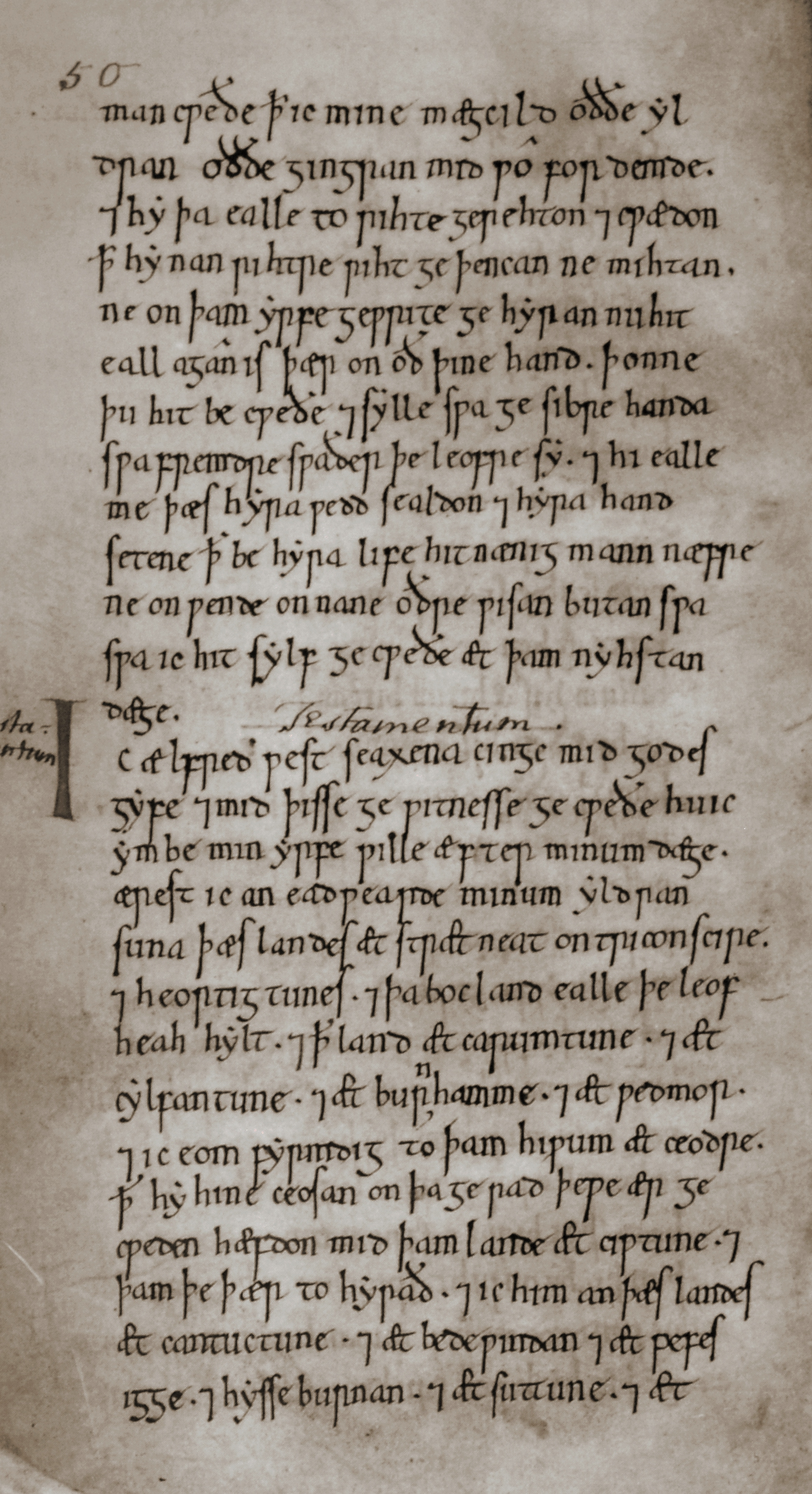
Страница из завещания Альфреда Великого. Верхняя часть, над буквой "I", - это конец преамбулы, описывающей поддержку его советников против его племянников в Лангандене. Само завещание начинается ниже "I".

После смерти короля Этельреда I в 871 году сторонники его сыновей пожаловались на то, что Альфред сохранил собственность, которая должна была принадлежать его племянникам. Альфред оправдал свое поведение в преамбуле к своему завещанию, которое, вероятно, датируется 880–ми годами. Один из биографов Альфреда, Ричард Абельс, описывает текст как довольно тенденциозный, а другой, Альфред П. Смит, как намеренно двусмысленный и расплывчатый. Патрик Уормальд рассматривает завещание как один из основополагающих документов истории до завоевания, и, как и многие подобные, его нелегко понять.
Спор касался имущества, завещанного отцом Альфреда, Этельвульфом. Альфред описал некоторые из его пожеланий в преамбуле к своему собственному завещанию, хоть текст не сохранился. Этельвульф совместно завещал имущество трём из четырех своих оставшихся в живых сыновей, Этельбальду, Этельреду I и Альфреду, оговорив, что всё это должен был унаследовать брат, который прожил дольше всех. Когда Этельред I унаследовал трон в 865 году, Альфред попросил разделить имущество между ними. Этельред I отказался, предложив вместо этого оставить имущество Альфреду после своей смерти вместе с любым другим имуществом, которое он приобретет, и Альфред согласился. Вторжение викингов в Уэссекс и необходимость обеспечивать своих детей привели к пересмотру условий. По соглашению, заключенному в конце 870 или начале 871 года, оставшийся в живых должен был по-прежнему сохранять имущество, завещанное совместно трём братьям, но он передавал детям своего брата любые земли, которые он получил отдельно от своего отца, и любые, которые он приобрел позже.

В преамбуле к своему завещанию Альфред заявил:
Когда мы услышали много споров о наследстве, я принёс завещание короля Этельвульфа на наше собрание в Лангандене, и оно было зачитано перед всеми советниками Уэссекса. Когда оно было прочитано, я призвал их всех из любви ко мне – и дал им обещание, что я никогда не буду держать зла ни на кого из них за то, что они заявляли то, что было правильным, – что никто из них не будет колебаться, ни из любви, ни из страха передо мной, излагать общее право, чтобы никто не сказал, что я несправедливо обошелся со своими юными родственниками, будь то старшие или младшие. И тогда все они высказались так, как было правильно, и сказали, что не могут представить себе более справедливого титула и не могут найти его в завещании. Теперь все перешло в твое владение, и ты можешь завещать это или отдать в руки родственника или незнакомца, как тебе больше нравится.
Историки по-разному оценивают завещание Этельвульфа. Историки Саймон Кейнс и Майкл Лапидж предполагают, что другой оставшийся в живых сын Этельвульфа, Этельберт, был исключен из соглашения, поскольку он был обеспечен отдельно в восточном королевстве (недавно завоеванная юго-восточная Англия), где он выступал в качестве короля в 855 и 856 годах. Вероятно, предполагалось, что он должен основать там отдельную династию. Завещание трём братьям охватывало бы только часть имущества Этельвульфа. Передача бокленда регулировалась обычным правом, а другая часть была зарезервирована за носителем королевского титула. Кейнс и Лапидж утверждают, что Этельвульф явно намеревался сохранить свою личную собственность в неприкосновенности, и, по-видимому, считалось желательным, чтобы она принадлежала правящему королю, поэтому вполне вероятно, что он намеревался, чтобы королевство западного Уэссекса унаследовал оставшийся в живых из трёх братьев. От этого плана отказались, когда Этельбальд умер в 860 году и королевство воссоединилось под властью Этельберта, а подтверждение Этельредом этого соглашения, когда он присоединился к нему в 865 году, признало Альфреда престолонаследником.
Энн Уильямс комментирует: Этельред фактически лишает наследства своих детей в пользу Альфреда в случае своей собственной смерти, по крайней мере, в отношении львиной доли наследства и, следовательно, королевского титула. На самом деле именно так и произошло, и сыновья Этельреда I не были довольны результатом. В Житие Альфреда, написанным в 893 году, Ассер трижды заявляет, что Альфред был престолонаследником Этельреда I, акцент, который, по мнению Райана Лавелла, отражает чувствительность к делу о наследовании Альфреда.
Смит, однако, утверждает, что маловероятно, что Этельвульф намеревался разделить своё королевство или что титул короля Уэссекса должен был унаследовать оставшийся в живых брат. Совместное имущество, вероятно, было предоставлено его младшим сыновьям в то время, когда казалось маловероятным, что они унаследуют королевский титул, причем Этельбальд был включен в качестве наследника в случае, если они оба умрут молодыми. Д.П. Кирби утверждает, что нельзя предполагать, что спорные земли представляли собой большую часть королевских владений. Он считает, что Этельвульф действительно намеревался разделить своё королевство, но также маловероятно, что он хотел, чтобы оставшийся в живых сын унаследовал королевскую власть: Такое соглашение привело бы к братоубийственной борьбе. С тремя старшими братьями шансы Альфреда достичь совершеннолетия, по-видимому, были бы минимальными.

По собственному завещанию Альфред оставил большую часть своего имущества Эдуарду Старшему, в то время как Этельхельму было оставлено восемь поместий, а Этельвольду - только три (в Годалминге и Гилфорде в Суррее и Стейнинге в Суссексе), и все в менее важной восточной части королевства. Самым крупным из них был Стейнинг, первоначальное место захоронения Этельвульфа. По мнению Патрика Вормальда, Альфред, возможно, перевёз тело в Уинчестер, потому что по соглашению с Этельредом I он должен был передать поместье Этельвольду, и он не хотел, чтобы у его племянника был престиж владения могилой его деда. Кейнс и Лапидж комментируют: Если судить только по относительно небольшому количеству полученных им поместий, у Этельвольда, в частности, были причины быть огорченным таким распределением собственности, и его негодование проявляется в его восстании против Эдуарда вскоре после смерти Альфреда. Смит утверждает, что заседание королевского совета, витенагемот был обязан поддержать его:
Альфред, к 885 году полностью контролировавший Уэссекс и находившийся на пике своего могущества, явно стремился передать королевскую власть своему сыну Эдуарду, исключив наследников своего брата Этельреда. Этот королевский титул никогда не был подарен Альфреду, но очевидно, что чем больше земельных владений он мог передать Эдуарду, тем сильнее он укреплял позиции этого сына в любой будущей борьбе за королевский титул. Поэтому мы должны относиться ко всему, что он сообщает нам об условиях спорного наследования его соперничающих племянников, с предельной осторожностью, если не со скептицизмом. Поддержка, которую, по словам Альфреда, он получил от витенагемота, мало что значит. Будучи королем, Альфред пользовался огромным покровительством по отношению к своим тэнам, которые извлекали выгоду из поддержки своего лорда против притязаний его племянников на его собственность. Показательно, что это дело вообще когда-либо рассматривалось витенагемотом. То, что это произошло, наводит на мысль, что Этельхельм и Этельвольд к тому времени были молодыми людьми, которые пользовались некоторой независимой поддержкой и симпатией в Уэссексе.
По мнению Абельса, сыновья Этельреда пытались пристыдить Альфреда, вынудив его передать земли, на которые они претендовали, чтобы укрепить свои позиции в неизбежной битве, которая разразится из-за престолонаследия после смерти Альфреда, и собрание в Лангандене было ответным ударом Альфреда.
Альфред также помогал своему собственному сыну, продвигая людей, на поддержку которых можно было положиться, и предоставляя ему возможность командовать в бою, как только он станет достаточно взрослым. По мнению Барбары Йорк, составление Англосаксонской хроники, в которой превозносились достижения Альфреда, возможно, было отчасти направлено на то, чтобы усилить аргументы в пользу преемственности его собственных потомков. Однако Йорк также утверждает, что позиция Этельвольда не была фатально подорвана завещанием Альфреда. Его мать была свидетельницей в хартии, принимая во внимание, что Альфред следовал западносаксонской традиции, отказываясь посвящать свою жену в королевы, и статус Этельвольда как сына королевы, возможно, давал ему преимущество перед Эдуардом. Этельвольд всё ещё был старшим этелингом, и единственная сохранившаяся хартия, свидетелем которой он был, показывает его и Эдуарда как сына короля, но перечисляет Этельвольда выше Эдуарда, подразумевая, что он по рангу выше него.

## Восстание Этельвольда
После смерти Альфреда в 899 году Этельвольд сделал притензию на трон. Джанет Нельсон комментирует, что в глазах многих англов, а также скандинавов у этого этелинга были претензии сильнее, чем у Эдуарда. Согласно версии А Англосаксонской хроники, Этельвольд похитил монахиню из её монастыря без разрешения короля Эдуарда и вопреки приказу епископа. Её личность неизвестна, но, должно быть, это было сделано для того, чтобы усилить его притязания, и, по мнению историка Полин Стаффорд, рассказ хроники предвзят в пользу Эдуарда и, возможно, был направлен на то, чтобы лишить легитимности политически важный брак. Этельвольд отвез её в королевские поместья Твинхема (ныне Крайстчерч), а затем в Уимборн-минстер, символически важный как место захоронения его отца, и заявил, что он будет жить или умрет там. Лавелл рассматривает Уимборн как стратегически важный город, расположенный недалеко от римских дорог, ведущих в Дорчестер и Солсбери, и в месте пересечения рек Аллен и Стоур. Это была самая южная точка для доступа в западный Уэссекс, и Этельвольд, возможно, намеревался разделить королевство.
Однако, когда армия Эдуарда приблизилась и разбила лагерь в Бэдбери Рингс, горном форте железного века в четырех милях к западу от Уимборна, Этельвольд не смог заручиться достаточной поддержкой, чтобы встретить их в бою. Оставив свою супругу, он бежал к данам из Нортумбрии, которые приняли его как короля. В это время были выпущены монеты Нортумбрии от имени короля по имени Альвальд, который, как полагают, был Этельвольдом. В скандинавских сагах записаны предания о короле Кнуте, который недолго правил Нортумбрией около 900 года. Говорят, что сначала он был отбит английским королем по имени Олбрайт к северу от Кливленда, но затем нанес ему поражение при Скарборо. В 1987 году Смит предположил, что Адальбриг мог быть Этельвольдом, но в 1995 году Смит выдвинул альтернативную идею о том, что нортумбрийские даны приняли притязания Этельвольда на титул короля западных саксов вместо того, чтобы считать его своим собственным королем.
Правление Этельвольда в Нортумбрии было недолгим, по мнению Дэвида Ролласона, потому что он рассматривал её лишь как базу для завоевания власти в Уэссексе. В 901 или 902 году он отплыл с флотом в Эссекс, где, по словам Ролласона, местные викинги приняли его как короля. Однако Дэвид Думвилл указывает, что в следующем году Этельвольд убедил данов в Восточной Англии начать войну против Эдуарда, и Думвилл утверждает, что маловероятно, что в Эссексе существовала неизвестная отдельная армия викингов. По его мнению, Этельвольд стремился добиться признания в части королевства Уэссекс, чтобы укрепить свои притязания на трон, и ему удалось добиться подчинения английских правителей Эссекса.
Даны из Восточной Англии присоединились к Этельвольду в набеге на Мерсию, дойдя до укрепленного бурга в Криклейде на границе с Уэссексом. Затем он переправился через Темзу в сам Уэссекс, чтобы совершить набег на Брейдон. Эдуард нанес ответный удар, опустошив датскую Восточную Англию, но отступил, не вступив с Этельвольдом в сражение. Жители Кента задержались, хотя, согласно Англосаксонской хронике, Эдуард отправил семерых гонцов, чтобы отозвать их. Даны догнали жителей Кента, чтобы сразиться в сражении при Холме. Его местонахождение неизвестно, но, возможно, это сейчас деревня Хольм в Кембриджшире. Даны одержали победу, но понесли тяжелые потери. Этельвольд был среди лидеров данов, которые были убиты вместе с Эохриком, королем викингов Восточной Англии, двумя холдами (датскими дворянами), Исопой, Оцетелем и Беорхтсиге, сыном этелинга Беорнота, который, вероятно, был родственником бывшего короля Мерсии Бургреда. Потери кентийцев включали двух их эрлов, Сигевульфа, Сигехельма и аббата Кенвульфа.
Успехи кентского контингента показали неспособность Эдуарда вступить в бой с данами. Позже Эдвард женился на дочери Сигехельма, Эдгиве, и Харт считает, что это, возможно, было сделано для того, чтобы умиротворить его кентских подданных.
Различные тексты Англосаксонской хроники дают разные версии восстания. Харт утверждает: Самая древняя и авторитетная сохранилась в тексте Б Англосаксонской хроники (в основном подкрепленная латинской восточноанглийской хроникой). Версия А явно является поздней редакцией, призванной оправдать позицию короля Эдуарда и укрепить его авторитет. Б описывает Этельвольда как этелинга, указывая на законность его притязаний на королевский престол, описание опущено в А. А говорит, что он вступил во владение Уимборном и Твинхемом без разрешения короля и его советников, Б - против их воли. Б говорит, что Этельвольд ускакал ночью из Уимборна. В А написано ускользнул. Согласно Б, нортумбрийские датчане приняли Этельвольда как своего короля и присягнули ему на верность, но в А это опущено. Однако ни в одном из текстов он не описывается как этелинг после своего бегства в Нортумбрию, показывая, что его действия больше не считались имеющими легитимность. По мнению Скотта Томпсона Смита, спор шел как о собственности, так и о королевстве, и хроника представляет Эдуарда как успешного защитника семейной собственности от внешних интересов.

## Наследие
По словам историка Мартина Райана:
Что поражает в "восстании" Этельвольда, так это уровень и диапазон поддержки, на которую он смог заручиться: он мог призвать союзников из Уэссекса, Нортумбрии, Восточной Англии и, вероятно, Мерсии и Эссекса. Какое-то время Этельвольд претендовал на звание самого могущественного правителя Англии. Очевидное нежелание Эдварда вступать с ним в бой, возможно, было вполне обоснованным.
По мнению Джеймса Кэмпбелла, предвзятость источников заставила историков рассматривать восстание Этельвольда как несколько странный эпизод, но у него были обоснованные притязания на королевский престол, и он почти добился успеха. Если бы он не был убит на Холме, он мог бы объединить Англию с гораздо меньшим количеством военных действий, чем в конечном счете оказалось необходимым. Если бы не шансы на битву и войну, Этельвольд вполне мог бы считаться одной из величайших фигур в истории нашего острова. Лавелл утверждает, что важно признать дерзость действий Этельвольда и что он вполне заслуживает того, чтобы быть причисленным к "Почти удачникам" раннесредневековой Европы. Летописи святого Неотса XII века называют его королем язычников.
Неизвестно, были ли у него какие-либо потомки, но летописец Этельвард был праправнуком короля Этельреда, и, возможно, он произошёл от Этельвольда. Шаши Джаякумар предполагает, что соперничество между королём Эдвигом и его младшим братом Эдгаром в 950-х годах восходит к конфликту, который привёл к битве при Холме. Жена Эдвига, Эльфгифу, вероятно, была сестрой Этельварда, а один из сторонников Эдвига, Бирхтнот, возможно, происходил из мерсийской королевской семьи от этелинга Беортнота, чей сын Бирхтсиге погиб, сражаясь на стороне Этельвольда при Холме. Среди противников Эдвига была его бабушка Эдгифу, и Эдвиг конфисковал её имущество. По мнению Джаякумара: Появление Эльфгифу, потомка этелинга Этельвольда, не просто угрожало положению Эдгара, оно представляло собой реванш линии и родословной с собственными королевскими притязаниями... Предки Бирхтнота и Этельварда, по всей вероятности, сражались вместе с Этельвольдом на стороне данов в битве при Холме, на стороне, противоположной той, за которую сражался отец Эдгифу Сигехельм. Брак между Эдвигом и Эльфгифу был расторгнут по причине кровного родства, и Эдгар унаследовал трон, когда Эдвиг умерла, не оставив детей. По мнению Ника Хайэма, Этельвард демонстрирует отсутствие сочувствия к Эдварду в своей хронике, что Хайэм приписывает к победе Эдуарда над предком Этельварда. Этельвард был эрлом западных провинций в конце X века, что показывает, что потомки Этельреда I удерживали земли и власть в течение столетия после его смерти. Внук Этельварда, Этельнот, был архиепископом Кентерберийским в XI веке.